# Гориця-на-Медведєку
Гориця-на-Медведєку (словен. Gorica na Medvedjeku) — поселення в общині Требнє, регіон Південно-Східна Словенія, Словенія. Було засноване в 2013 році, відділившись від поселення Мартиня Вас.